# Pierre Fourier

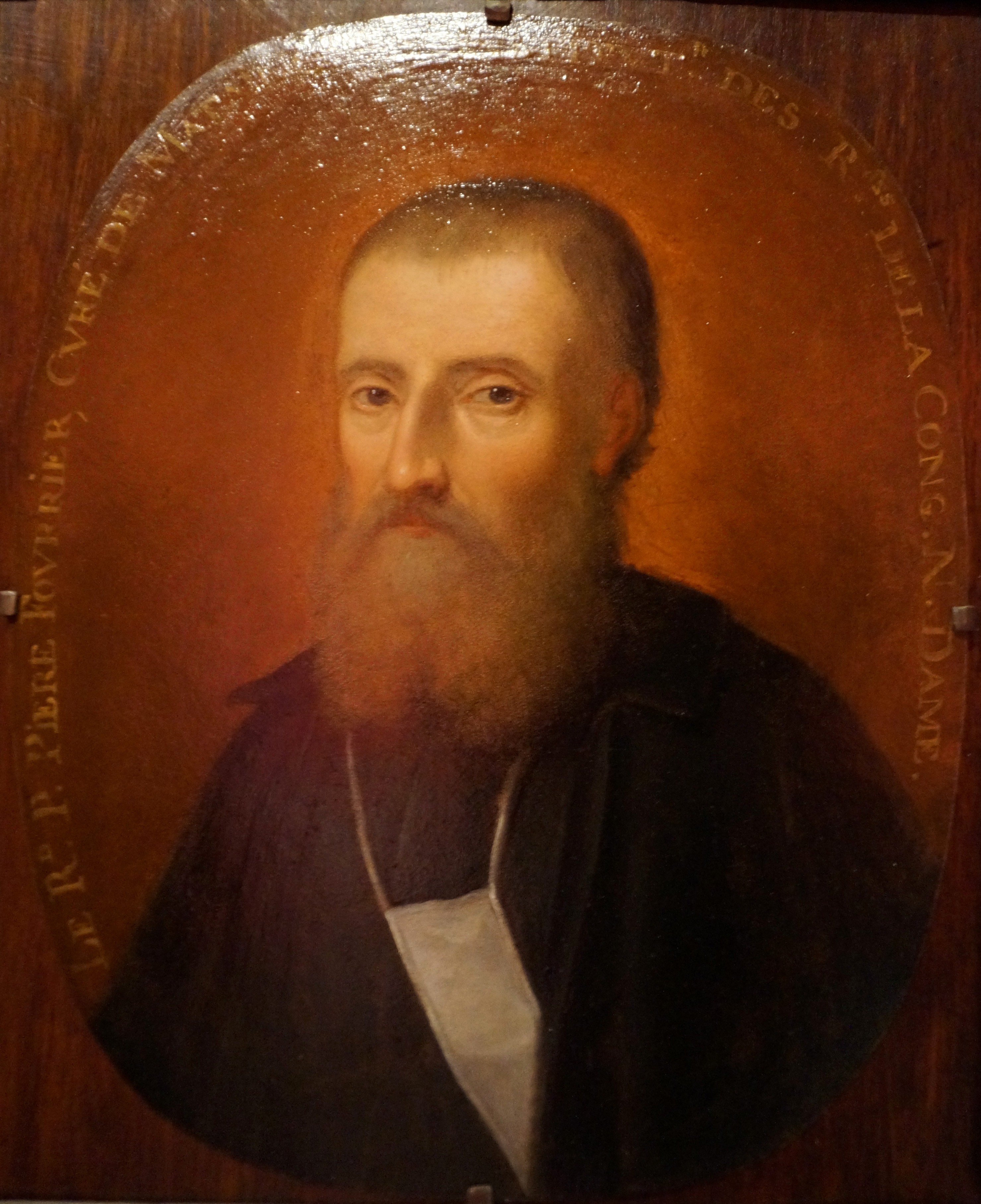
Pierre Fourier; Musée Lorrain, Nancy (Ausschnitt), 17. Jh.

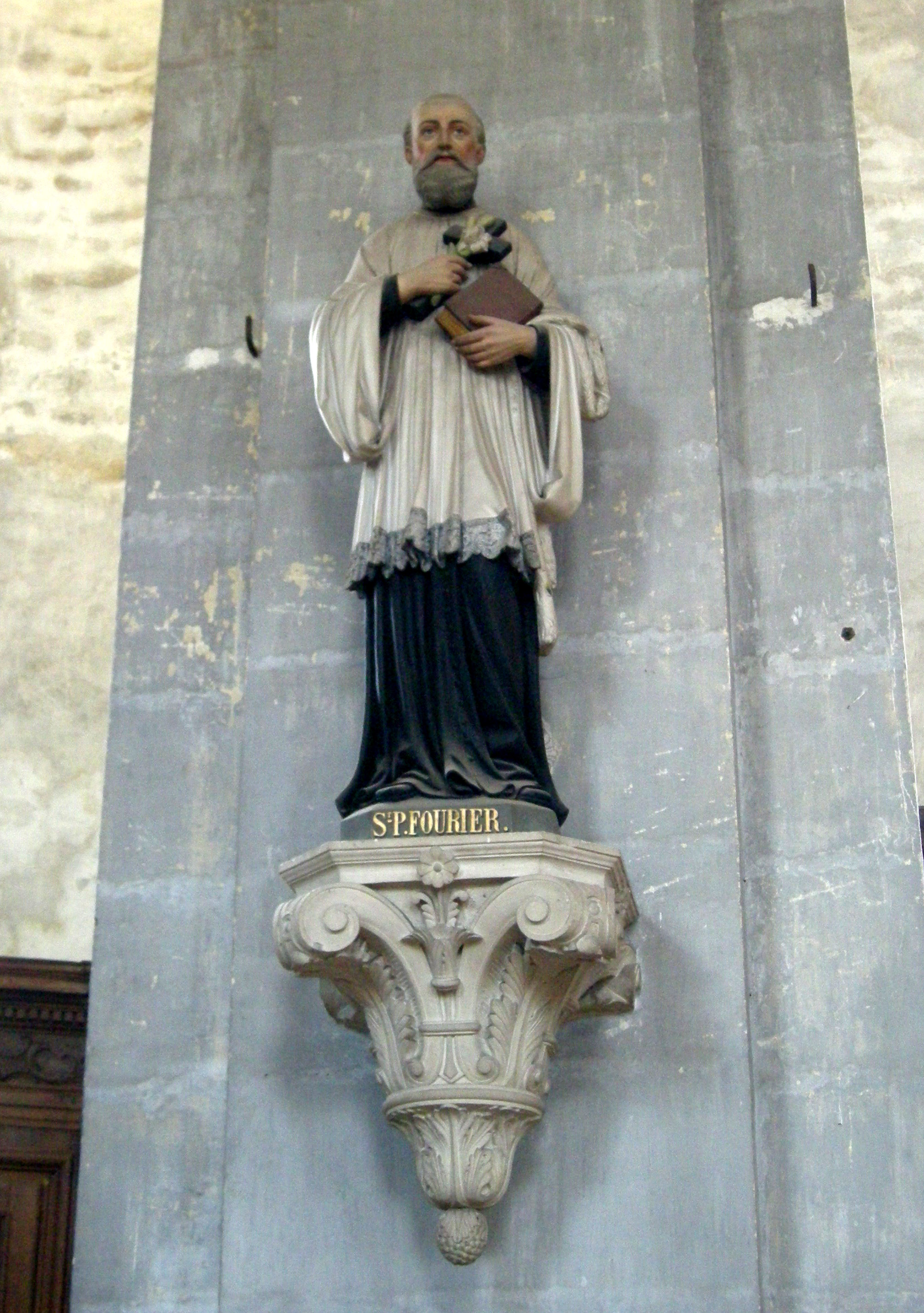
Der heilige Pierre Fourier, Statue in der Abteikirche von Moyenmoutier (Vogesen)

Pierre Fourier, deutsch auch Petrus oder Peter Fourier, latinisiert Petrus Forerius (* 30. November 1565 in Mirecourt, Lothringen; † 9. Dezember 1640 in Gray, Freigrafschaft Burgund) war ein französischer Priester und Augustiner-Chorherr und ist ein Heiliger der katholischen Kirche.

## Leben
Pierre Fourier studierte zunächst an der von Jesuiten geleiteten Universität Pont-à-Mousson Alte Sprachen, Literatur und Rhetorik. Als Zwanzigjähriger trat er in das Augustiner-Chorherren-Stift Chaumousey ein. Auf seine Priesterweihe 1589 in Trier folgten weitere Jahre der theologischen und juristischen Studien. Konflikte mit Mitbrüdern bewogen ihn, 1597 die Stelle eines Pfarrers in Mattaincourt anzunehmen, wo er für vier Jahrzehnte blieb. Neben seinem priesterlichen Wirken waren hier vor allem seine karitativen und sozialen Maßnahmen bemerkenswert, durch die er die verwahrloste Pfarrei belebte. Fourier richtete eine Volksküche ein und übernahm die Funktion einer Ortspolizei und eines Schiedsmannes. Zur Lebenssicherung der Menschen gründete er eine Darlehenskasse.
Gemeinsam mit der seligen Alix Le Clerc gründete er 1597 die Kongregation der Chorfrauen Unserer Lieben Frau, die für die weibliche Jugend Freischulen einrichtete. Schon im Folgejahr, 1598, eröffnete die junge Gemeinschaft in Poussay die erste öffentliche, schulgeldfreie Mädchenschule Lothringens – ein bahnbrechender Schritt, insofern dadurch auch Mädchen aus nichtbegüterten Familien eine schulische Bildung ermöglicht wurde.
Weiters reformierte Fourier die lothringischen Augustiner-Chorherren und gründete die Kongregation Unseres Erlösers. Die Wirren des Dreißigjährigen Krieges zwangen ihn, aus Lothringen zu fliehen.
Pierre Fourier starb am 9. Dezember 1640 in Gray.

## Heiligsprechung und Verehrung
Pierre Fourier wurde 1730 selig- und 1897 heiliggesprochen. Eine Statue des Heiligen findet sich im Petersdom in Rom unter jenen der großen Ordensgründer der katholischen Kirche. Ihm wurde die 1856 fertiggestellte Basilika St-Pierre-Fourier seiner Pfarrgemeinde gewidmet. Seit dem 10. Dezember 2010 hat eine Reliquie des Heiligen in der Welschnonnenkirche (Trier) einen besonderen Platz an der Statue von Fourier gefunden. Sein Herz wurde in der Basilika Notre-Dame an seinem Sterbeort beigesetzt.
Sein Leitspruch lautete: omnibus prodesse, obesse nemini (allen nützen, niemandem schaden). Sein Gedenktag in der katholischen Kirche ist der 9. Dezember.